# Soleichthys dori
Soleichthys dori är en fiskart som beskrevs av Randall och Munroe 2008. Soleichthys dori ingår i släktet Soleichthys och familjen tungefiskar. Inga underarter finns listade i Catalogue of Life.